# Paliak (luna)
Paliak  je progradni nepravilni naravni satelit (luna) Saturna.

## Odkritje in imenovanje
Luno Paliak je odkril v letu 2000 Brett J. Gladman s sodelavci. Njeno začasno ime je bilo S/2000 S 2. Uradno ime je dobila leta 2003 po Paliaku iz inuitske mitologije.

## Lastnosti
Luna Paliak ima premer okoli 11 km. Kroži okroži Saturn na poprečni razdalji 15,200.000 km v 686,9 dneh. Spada v Inuitsko skupino Saturnovih satelitov.
Na površini je Paliak svetlordeče barve (barvni indeks R-V=0,86, R-V = 0,408).
Po spektru je podobne barve kot so asteroidi tipa D .